# Axelle Étienne
Axelle Étienne (* 26. März 1998 in Bondy) ist eine französische BMX-Rennfahrerin.

## Sportlicher Werdegang
Étienne begann im Alter von acht Jahren zusammen mit ihrem Bruder mit dem BMX-Fahren. In der Jugend gewann sie 2010 und 2011 jeweils den Landesmeistertitel ihrer Altersklasse und wurde anschließend an der Sportförderschule von Bourges aufgenommen, wo sie Sport und Schule besser verbinden konnte. Sie gewann zweimal die Challenges am Rande der BMX-Rennsport-Weltmeisterschaften. Im Juli 2015 gewann sie bei den Juniorinnen binnen kurzer Zeit die französischen Meisterschaften, die Europameisterschaften und schließlich die Weltmeisterschaften, letztere im Zeitfahren und im Einzelrennen.
Seit 2016 trainiert Étienne am Olympiastützpunkt von Saint-Quentin-en-Yvelines, 2017 gewann sie ihren ersten französischen Meistertitel in der Elite, dem zwei weitere folgten (2020, 2021). Einen großen internationalen Erfolg hatte sie mit der Bronzemedaille bei den Weltmeisterschaften 2019. 2021 nahm sie am olympischen BMX-Rennen teil und erreichte das Finale, wo sie Siebte wurde.
2023 erlitt Étienne im April eine Schulterverletzung, die sie fünf Monate außer Gefecht setzte. Nach der Verletzungspause konnte sie in Santiago del Estero erstmals ein Weltcup-Podium erreichen. Sie vertrat Frankreich erneut im olympischen BMX-Rennen 2024, erreichte wiederum das Finale und wurde Siebte.

## Erfolge
2015
 Weltmeisterin (Junioren) – Zeitfahren, Rennen
 Europameisterin (Junioren) – Rennen
 Französische Meisterin (Junioren) – Zeitfahren, Rennen
ein Europacup-Sieg (Junioren)
2017
 Französische Meisterin – Zeitfahren, Rennen
2019
 Weltmeisterschaften – Rennen
2020
 Französische Meisterin – Rennen
2021
 Französische Meisterin – Zeitfahren, Rennen
ein Europacup-Sieg